# Găești
Găești (pronunciació en romanès: [ɡəˈ (j) eʃtʲ]) és una ciutat del comtat de Dâmbovița, Muntènia, Romania amb una població de 12.767 habitants.

## Història
El nom de la ciutat prové d'una família de nobles (boiars) que posseïen la majoria de les terres on ara es troba la ciutat. Es deien Găești.
Es va esmentar per primera vegada el 19 de juliol de 1498 durant el govern de Radu cel Mare, fill de Vlad Călugărul, que va donar les terres al voltant de Găești al monestir de Râncăciov. El 1807, la majoria dels edificis de Găești van ser destruïts per un incendi, i després el 1812 va ser colpejat per la pesta.

## Demografia
Segons el cens realitzat el 2011, la població de Găești és de 13.317 habitants. La majoria dels habitants són romanesos (93,41%), amb una minoria de gitanos (1,71%). Per al 4,68% de la població, es desconeix l'ètnia. La majoria dels habitants són ortodoxos (93,97%).

## Economia
L'empresa Arctic SA té la seu a la ciutat.

## Referències

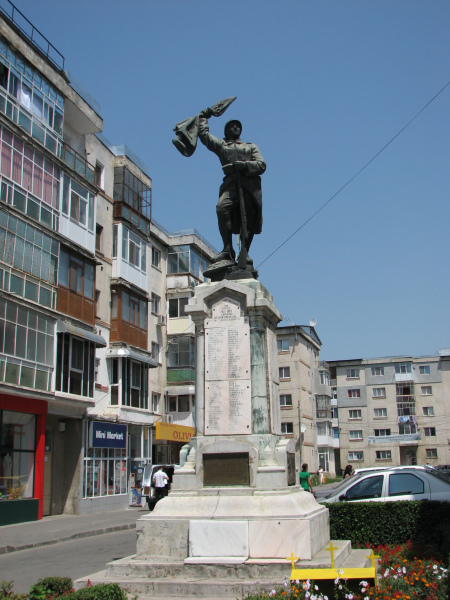
Monument de guerra

## Fills il·lustres
- Victor Bădulescu, economista
- Florentin Cruceru, futbolista
- Vasile Pandelescu, músic
- Mihai Popescu, handboler
- Cristian Ristea, kickboxer
- Florin Tănase, futbolista
- Gheorghe Zamfir, músic